# Tang Shaoyi
Tang Shaoyi (en chino tradicional, 唐紹儀; en chino simplificado, 唐绍仪; pinyin, Táng Shàoyí; Wade-Giles, T'ang Shao-i; Zhongshán, 2 de enero de 1862-Shanghái, 30 de septiembre de 1938) fue un político chino, que se desempeñó como primer ministro de la República de China en 1912, siendo la primera persona en ocupar el cargo.

## Biografía

### Primeros años
Oriundo de la provincia de Cantón, fue educado en los Estados Unidos. Asistió a la escuela primaria en Springfield (Massachusetts), y la escuela secundaria en Hartford (Connecticut). Estudió en el Queen's College de Hong Kong, y luego en la Universidad de Columbia en Nueva York en la Misión Educativa China.

### Carrera
Era amigo de Yuan Shikai; y durante la revolución de Xinhai, negoció en nombre de este último en Shanghái con los revolucionarios de Wu Tingfang, obteniendo el reconocimiento de Yuan como Presidente de la República de China. Había sido diplomático acompañando al personal de Yuan Shikai en Corea. En 1900, fue nombrado jefe de la Oficina de Asuntos Exteriores de Shandong bajo el mando del gobernador Yuan Shikai.
Se convirtió en el primer primer ministro de la República en 1912, pero rápidamente se desilusionó con la falta de respeto de Yuan por el estado de derecho y renunció a los pocos meses.

### Asesinato
En 1937, compró una casa en la Ruta Ferguson dentro la Concesión francesa de Shanghái y se retiró allí. Al año siguiente, los japoneses invadieron y ocuparon Shanghái (aunque, en un principio, no las concesiones extranjeras). El general japonés Kenji Doihara intentó reclutar a Tang para convertirse en presidente del nuevo gobierno títere pro japonés, y Tang estaba dispuesto a negociar con los japoneses. El organismo de inteligencia del Kuomintang, Juntong, se enteró de la negociación y su jefe, Dai Li, ordenó su asesinato. El 30 de septiembre de 1938, Tang fue asesinado en su sala de estar por un escuadrón de Juntong que pretendía ser un vendedor de antigüedades.